# 原田浩
原田 浩（はらだ ひろし、1962年6月13日 - ）は、日本の映画監督、アニメーター、映像作家、アニメ演出家。『ドラえもん』などの原画や動画を手がけた。また、8ミリ映画作品の監督としても有名。

## 概要
群馬県前橋市出身。アニメ会社、テレビ局、映像・音響制作会社、広告代理店勤務など、転々としたのち、現在フリー。場内を這うような複合映写とミニマルな音響実験を伴う作品を制作。ベルリン、パリ、カナダ、スイス、ザグレブ、イギリス、北京、プラハ、チェコ、香港、エストニア共和国、ノルウェー、ベルギー、スペインなど、海外映画祭への参加・招待も多い。

## 出身校
- 群馬県立渋川西高等学校
- 東京デザイナー学院 デザイン学科・アニメーション専攻（現東京ネットウエイブ）卒業

## 略歴
- 1978年、第2回東映アニメコンクールに入選。富士8ミリコンテスト奨励賞受賞。
- 1979年、日本映像フェスティバル審査員特別賞を受賞。
- 1983年、スタジオ・メイツ入社。小泉謙三に師事。
- 1986年、第9回ぴあフィルムフェスティバル一般公募部門に入選。
- 1987年[2]、フリーとなる。
- 1992年、『地下幻燈劇画 少女椿』を発表。過激な内容と桜吹雪や発煙筒等の仕掛けによる、観客をも巻き込んだ上映形態により、賛否両論を呼ぶ。
- 1999年、成田空港とドゴール空港の税関で『少女椿』のフィルムが没収され（成田空港では破棄）日本国内上映が禁止となる[3]。
- 2000年代、ザ・13ドアーズなどのお化け屋敷にスタッフ参加[4]。
- 現在は文化学院や武蔵野美術大学などの非常勤講師としても勤務。

2010年ゆうばりファンタスティック映画祭で「『少女椿』の監督(原田)は海外に逃亡して行方不明である」という説明があった。しかし、下記の通り、2010年の時点ですでに何本ものアニメの演出・絵コンテ等を手掛けている。

## 作品の方向性
「管理社会で欲望を表現することが疎んじられて、苦しんでいる人がたくさんいる。だまされたり、暴力的に虐げられたりしている。映画作りは内面の解放でもある」。「企業のアニメでは（深い）人間描写やいじめの問題が表現できない。これからは自主制作しかない」。「アニメを見た人が、いい社会にしていこうと思ってくれるような作品を作っていきたい」。「今の社会から醜い事件がなくなれば、描ける幅も広がっていくはず。映画の表現は自由であると信じたい」。「訴えたいことは愛と平和。外見で人を判断しないといった差別について」、などと各紙で述べている。もっとも好きな映画ベスト1として「武器なき斗い」をあげ、2005年、映画人九条の会・会員として「憲法九条改正」に反対の立場を明らかにした。2015年9月「安保関連法制に反対する武蔵野美術大学有志」の呼びかけ人としても名を連ねている。

## 主な自主制作アニメーション
- ひよわな恐竜ちゃん（1976年、8ミリ作品　共同制作）
- 暁の報復（1978年、8ミリ作品　共同制作） - 富士8ミリコンテスト学生奨励賞。
- 暁の報酬（1979年、8ミリ作品） - 日本映像フェスティバル審査員特別賞。
- 弟は羊になった（1980年、8ミリ作品）
- 燈芸館（1982年、8ミリ作品）
- 限りなき楽園（1982年、8ミリ作品）
- 二度と目覚めぬ子守唄（1985年、8ミリ作品） - 東京デザイナー学院の卒業制作作品。第9回ぴあフィルムフェスティバル入選作品。
- 誰もいない夏（1988年、8ミリ作品）
- 雪と少女（1988年、8ミリ作品）
- 地下幻燈劇画 少女椿（1992年、16ミリ＋パフォーマンス作品） - 演出・台本・作画（演出・台本は絵津久秋名義）。丸尾末広『少女椿』のアニメ・パートも含む市街実験演劇・アートコンプレックス作品。 -神社境内や民間マンション地下室でゲリラ興行。[13]。
- ぼくの恋（1994年、デジタル作品）
- 海溝庭園（2004年、パフォーマンス） - 守田幻蝶と共同
- 妖精浮遊（2007年、デジタル作品）- 第五屆北京獨立電影展で上映　[14]。
- 都市投影劇画 ホライズンブルー(2019年、デジタル + フィルム + DV + ビデオ混合作品）

## 参加作品

### アニメ
- ドラえもん のび太の魔界大冒険 （1984年、動画）
- ロボタン （1986年、作画監督）
- 宇宙船サジタリウス （1986年-1987年、原画）
- めぞん一刻 （1986年-1988年、原画）
- ボスコアドベンチャー （1986年-1987年、原画）
- ドラえもん のび太のパラレル西遊記 （1988年、原画）
- 星のカービィ （2001年-2003年、絵コンテ・演出・原画）
- 爆裂天使 （2004年、絵コンテ）
- マシュマロ通信 （2004年-2005年、絵コンテ・演出・レイアウト）
- 妖怪人間ベム （2006年、監督・絵コンテ・演出・原画）
- BLUE DRAGON （2007年-2008年、絵コンテ）
- BLUE DRAGON 天界の七竜 （2008年-2009年、絵コンテ）
- 花咲ける青少年 （2009年、絵コンテ）
- 戦場のヴァルキュリア （2009年、絵コンテ）
- はなかっぱ （2010年-2017年、絵コンテ）
- たまごっち （2011年、絵コンテ）
- 這いよれ! ニャル子さん （2012年、絵コンテ）
- ふるさと再生 日本の昔ばなし （2012年〜「もの言わぬお菊」「キジムナー」「キジムナーと海の神」「天狗の酒」「耳なし芳一」「雷のてがた」「でえたらぼっち」「しっぺい太郎」「弟切草」「ヤマタノオロチ」「雛の夜ばやし」ほか多数。絵コンテ・演出・作画・キャラクターデザイン・美術・原画・背景・色彩設定・仕上。※一部作品は共作）

### ゲーム
- PC版ウィザードリィ4

## 執筆参加
- アニメーターのための撮影技術の手引き　- 自主出版
- 紙芝居・核トマホークくるな （「学習の友」No.368 1984年、作画）　- 雑誌
- 電撃交信ファイブナイン （「Let's HAMing」1995年7月号、作画） - アマチュア無線初心者向け漫画
- J・A・シーザーの世界 （百夜書房　2002年）　- 書籍　名村富貞名義
- ワークルール・エグゼンプション （学習の友社　2011年）　- 書籍
- 人間とアニメーション──天地玄黄・未来洪荒　- WEBエッセイ[15]。
- 1 Shot Essay （2013年）- WEBエッセイ[16]。
- 「国会前を学習の場に！青空ミニ講義＆09/11国会正門前」（2015年）-現場レポート　[17]。